# چهل و هشتمین مراسم گلدن گلوب
۴۸مین مراسم گلدن گلوب (به انگلیسی: 48th Golden Globe Awards) به افتخار بهترین فیلم و تلویزیون سال ۱۹۹۰ در ۱۹ ژانویه سال ۱۹۹۱ در لس آنجلس کالیفرنیا برگزار شد.

## برندگان و نامزدها

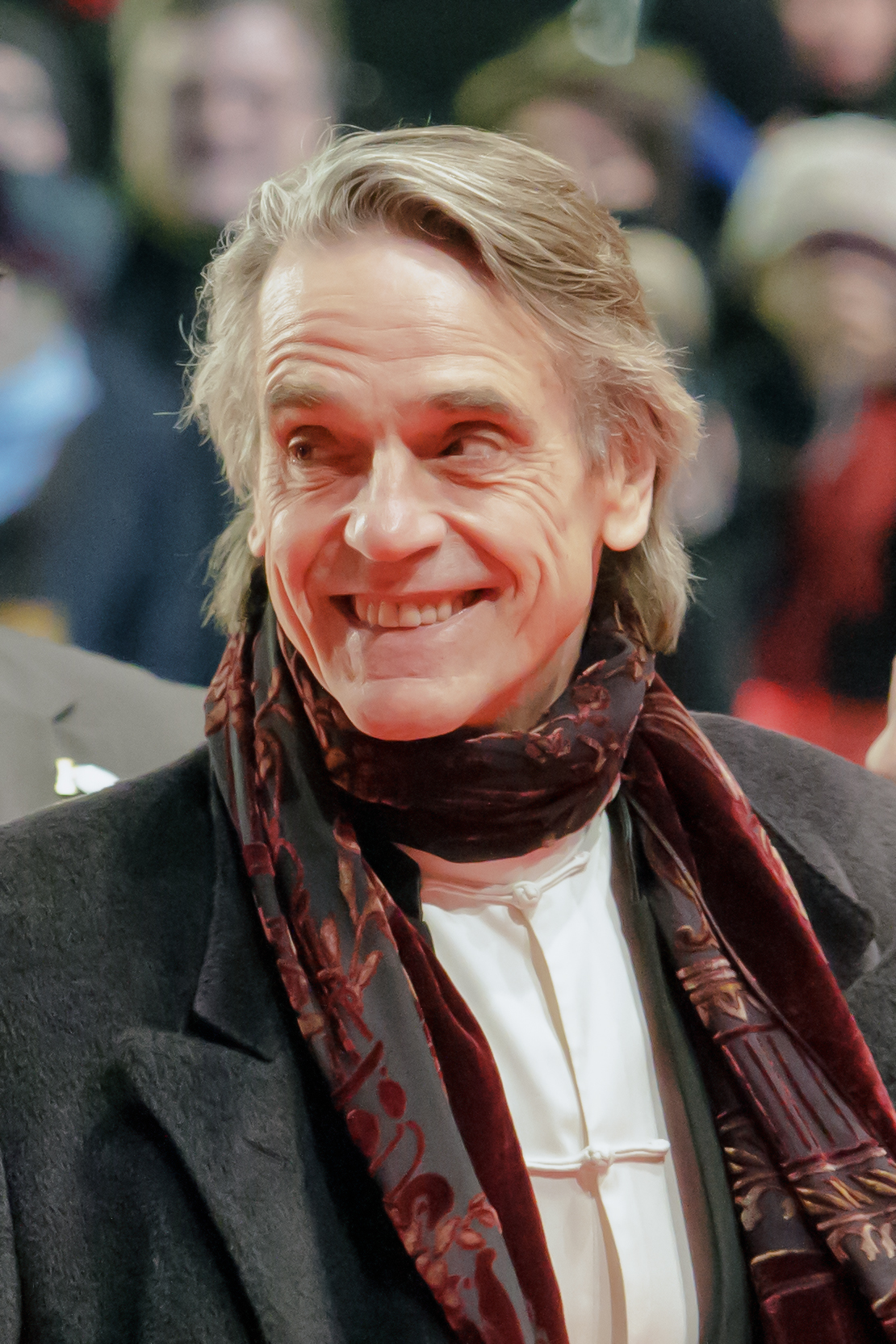
جرمی آیرونز — Best Actor in a Motion Picture, Drama winner

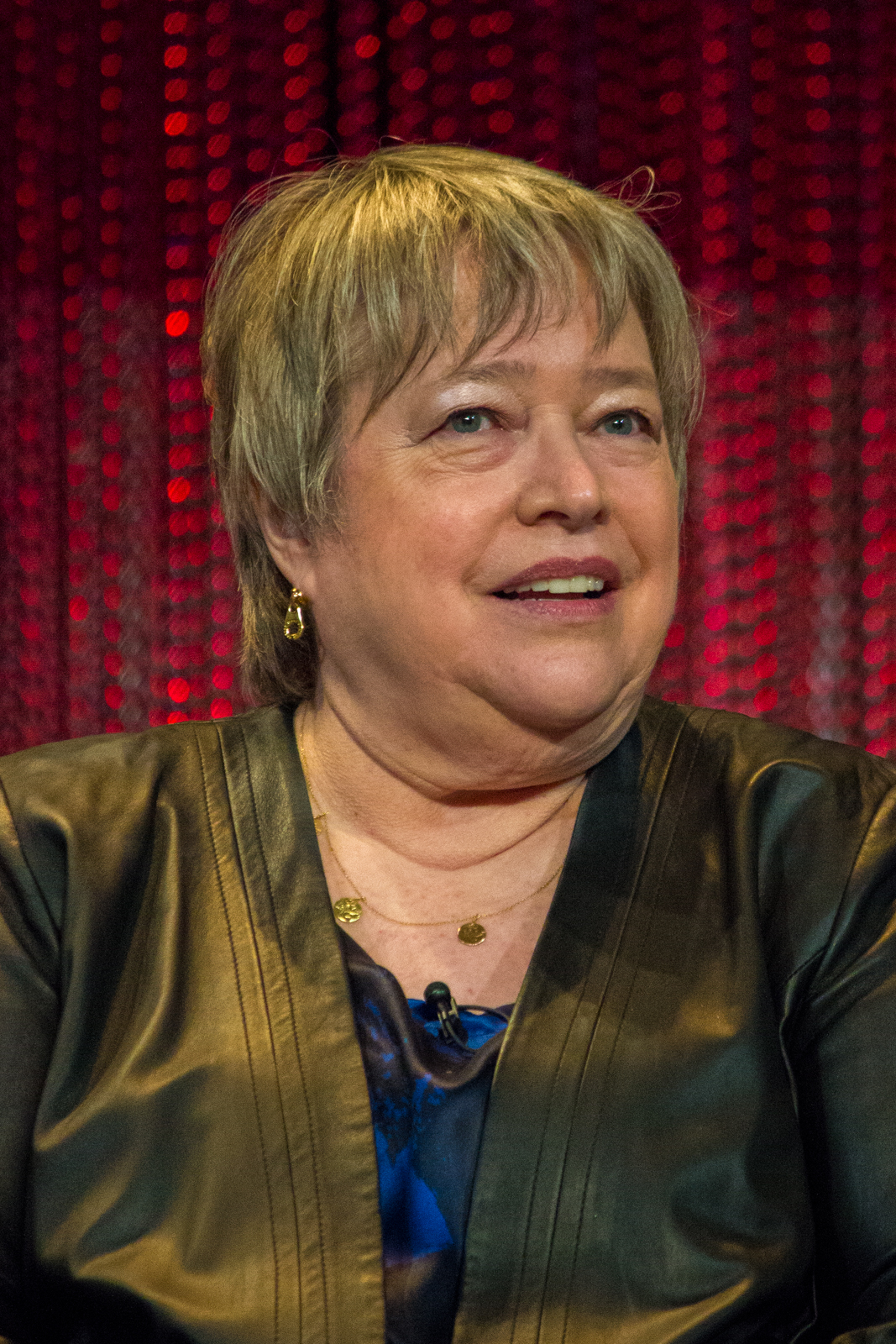
کتی بیتس — Best Actress in a Motion Picture, Drama winner

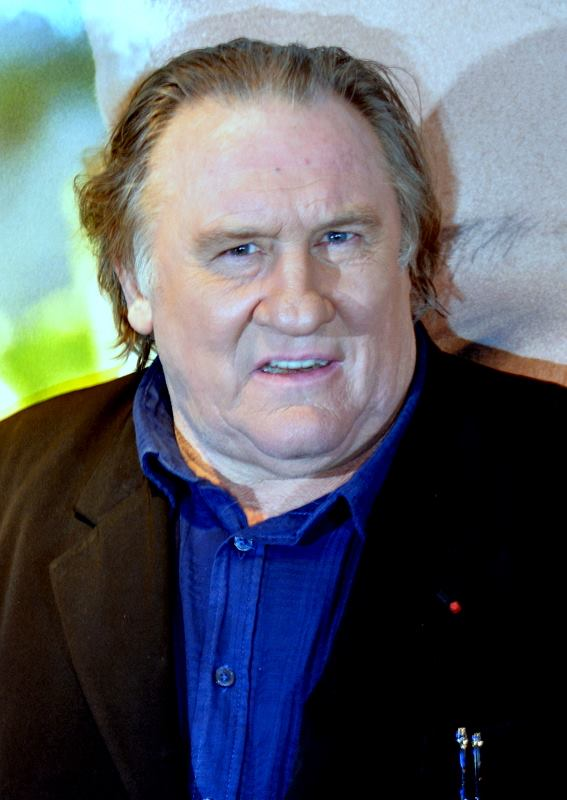
ژرار دوپاردیو — Best Actor in a Motion Picture, Musical or Comedy winner

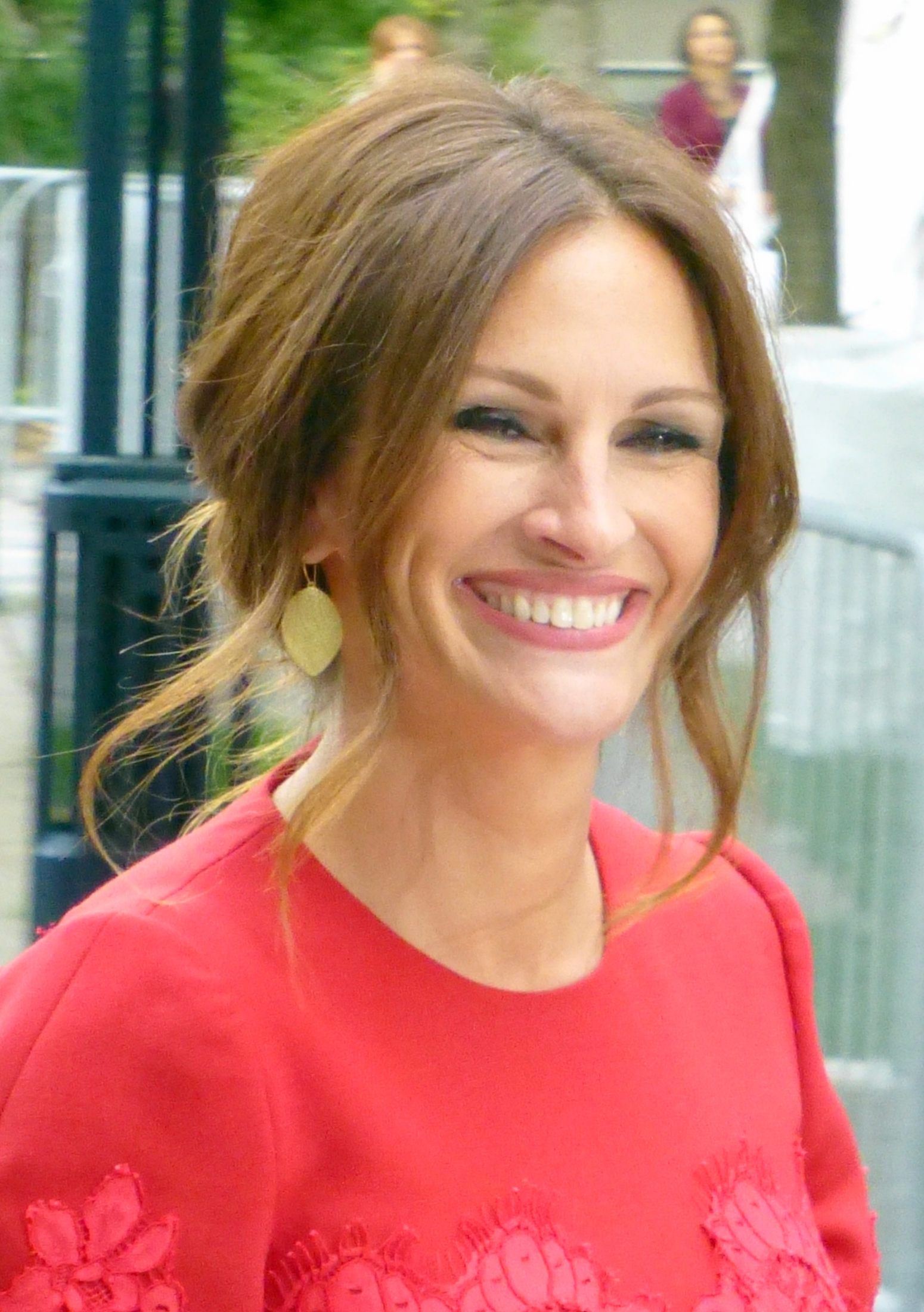
جولیا رابرتس — Best Actress in a Motion Picture, Musical or Comedy winner

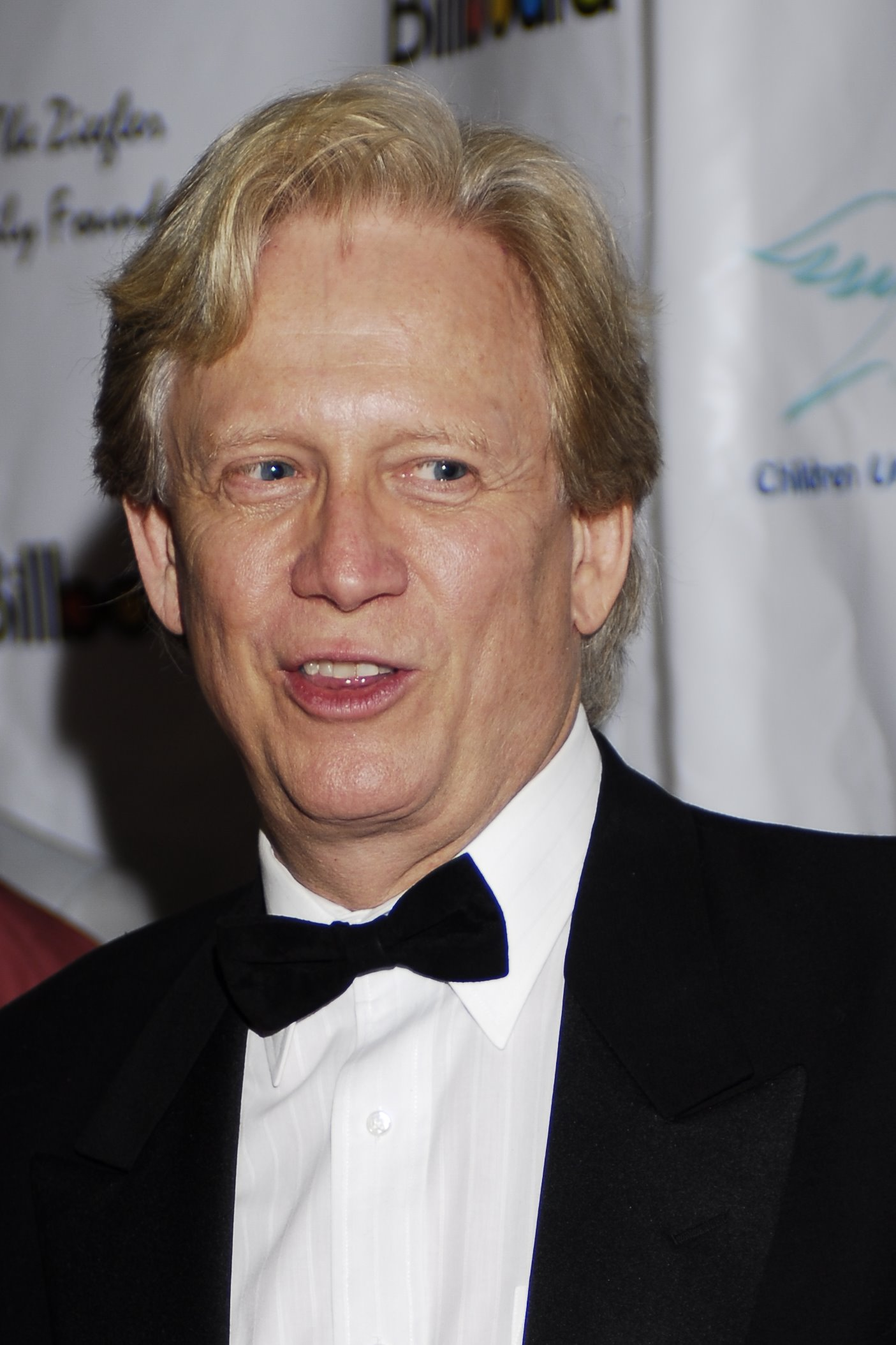
بروس دیویسن — Best Supporting Actor in a Motion Picture – Drama, Musical or Comedy winner

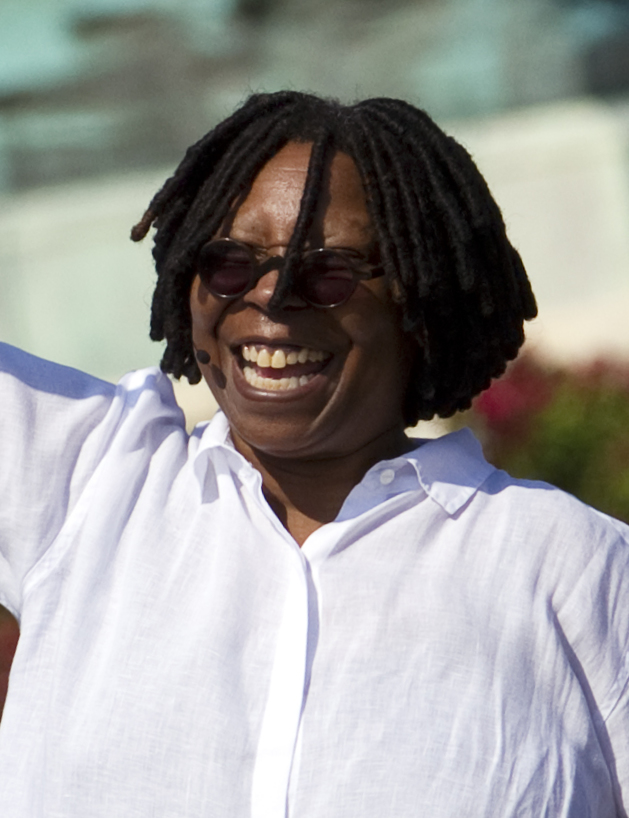
ووپی گلدبرگ — Best Supporting Actress in a Motion Picture – Drama, Musical or Comedy winner

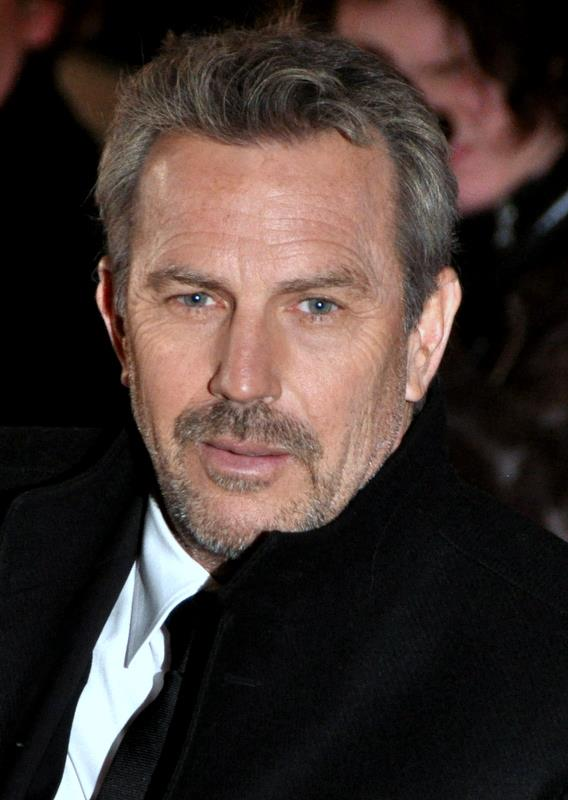
کوین کاستنر — Best Director winner

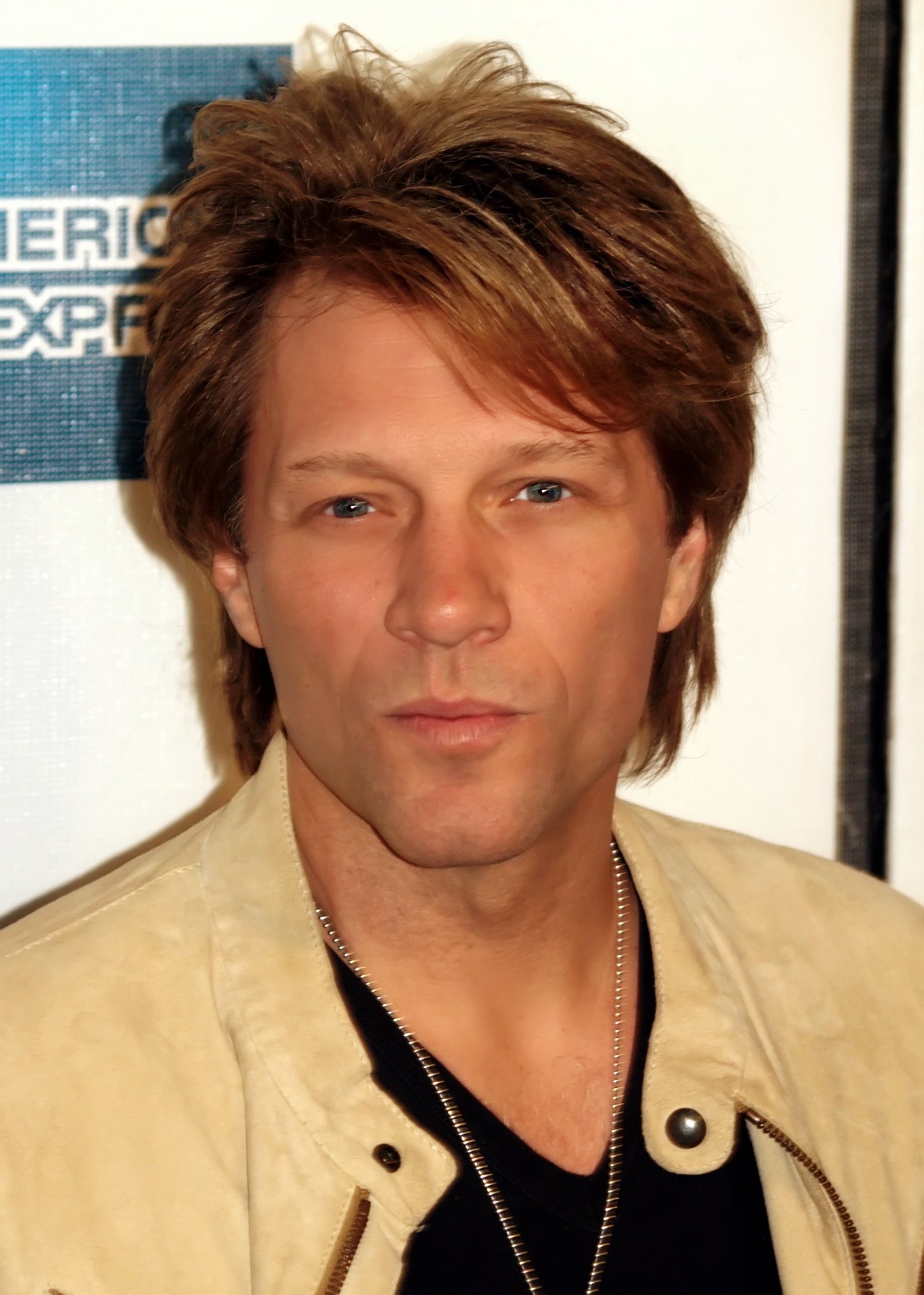
جان بون جووی — Best Original Song for "Blaze of Glory" winner

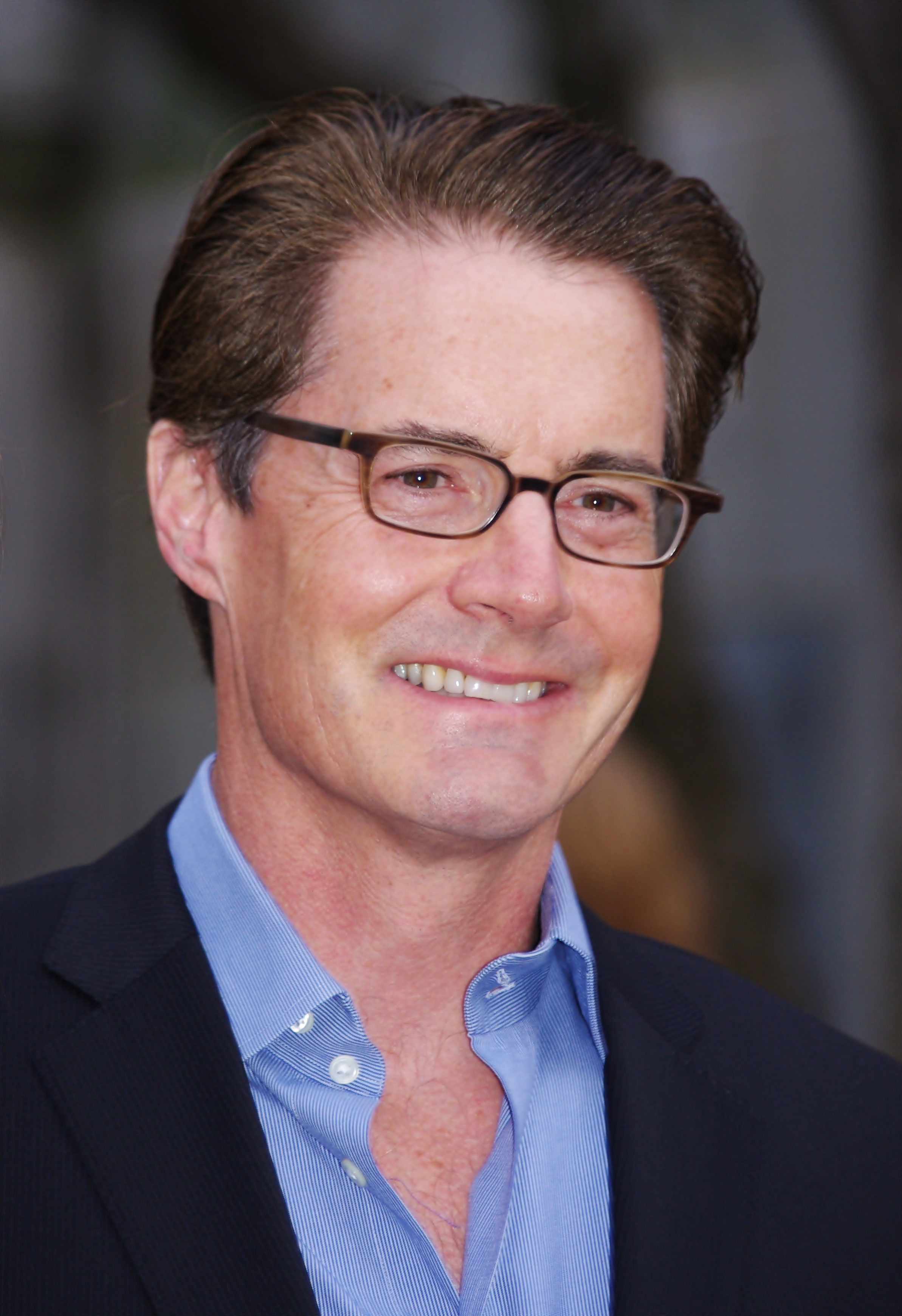
کایل مک‌لاکلن — Best Actor in a Series, Drama winner

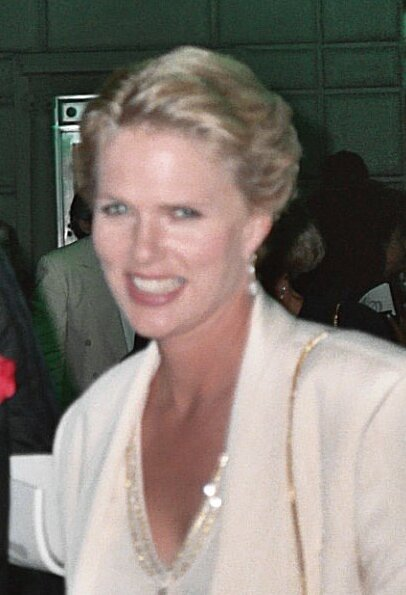
شارون گلس — Best Actress in a Series, Drama winner

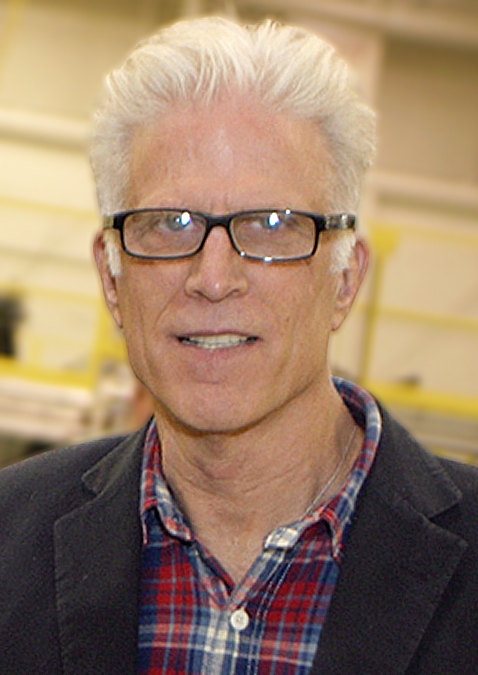
تد دنسن — Best Actor in a Series, Musical or Comedy winner

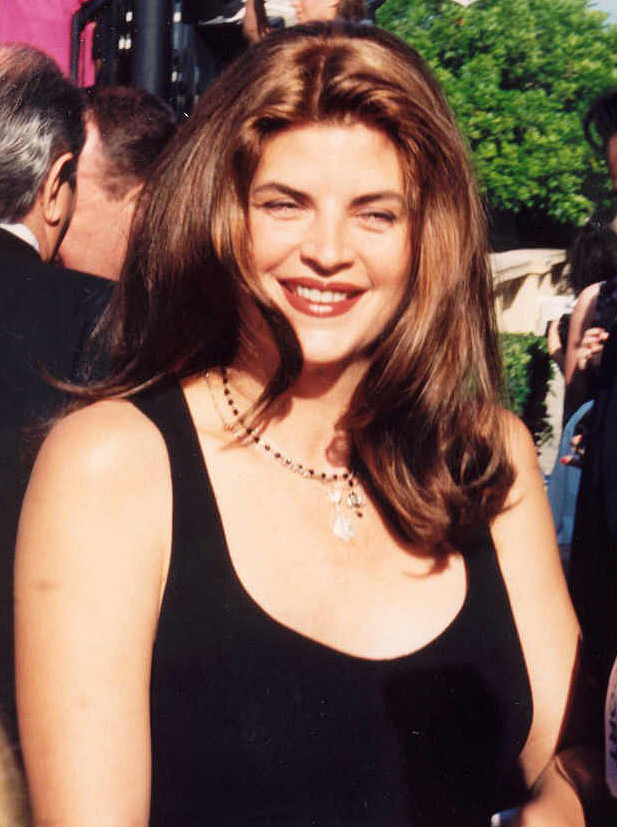
کرستی الی — Best Actress in a Series, Musical or Comedy winner

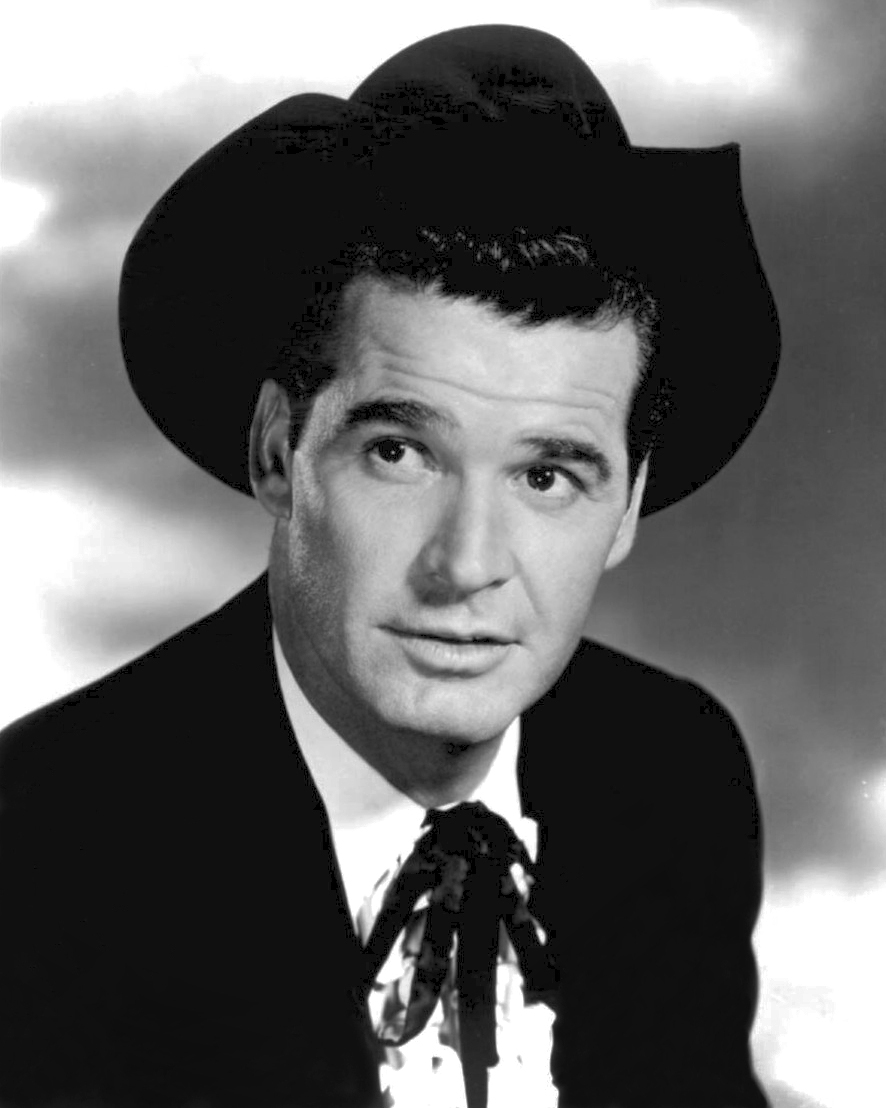
جیمز گارنر — Best Actor in a Miniseries or Television Film winner

### فیلم سینمایی
| بهترین فیلم | بهترین فیلم |
| جایزه گلدن گلوب بهترین فیلم – درام | جایزه گلدن گلوب بهترین فیلم – موزیکال یا کمدی |
| --- | --- |
| - رقصنده با گرگ‌ها - آوالون (فیلم) - پدرخوانده: قسمت سوم - رفقای خوب - برگشتن بخت | - کارت سبز (فیلم) - دیک تریسی (فیلم ۱۹۹۰) - روح (فیلم ۱۹۹۰) - تنها در خانه - زن زیبا |
| بهترین اجرا در یک Motion Picture – Drama | |
| جایزه گلدن گلوب بهترین بازیگر مرد – فیلم درام | جایزه گلدن گلوب بهترین بازیگر زن – فیلم درام |
| - جرمی آیرونز – برگشتن بخت در نقش Claus von Bülow - کوین کاستنر – رقصنده با گرگ‌ها در نقش Lieutenant John J. Dunbar - ریچارد هریس – مزرعه (فیلم ۱۹۹۰) در نقش Bull McCabe - آل پاچینو – پدرخوانده: قسمت سوم در نقش مایکل کورلئونه - رابین ویلیامز – بیداری‌ها (فیلم) در نقش Dr. Malcolm Sayer                                       | - کتی بیتس – میزری (فیلم) در نقش Annie Wilkes - آنجلیکا هیوستون – کلاهبرداران در نقش Lilly Dillon - میشل فایفر – خانه روسی (فیلم) در نقش Katya Orlova - سوزان ساراندون – قصر سفید (فیلم) در نقش Nora Baker - جوآن وودوارد – آقا و خانم بریج در نقش India Bridge |
| بهترین اجرا در یک Motion Picture – Musical or Comedy | |
| جایزه گلدن گلوب بهترین بازیگر مرد – فیلم موزیکال یا کمدی | جایزه گلدن گلوب بهترین بازیگر زن – فیلم موزیکال یا کمدی |
| - ژرار دوپاردیو – کارت سبز (فیلم) در نقش Georges Fauré - مکالی کالکین – تنها در خانه در نقش Kevin McCallister - جانی دپ – ادوارد دست‌قیچی در نقش Edward - ریچارد گی‌یر – زن زیبا در نقش Edward Lewis - پاتریک سوویزی – روح (فیلم ۱۹۹۰) در نقش Sam Wheat                                                                            | - جولیا رابرتس – زن زیبا در نقش Vivian Ward - میا فارو – آلیس (فیلم ۱۹۹۰) در نقش Alice Tate - اندی مک‌داول – کارت سبز (فیلم) در نقش Brontë Parrish - دمی مور – روح (فیلم ۱۹۹۰) در نقش Molly Jensen - مریل استریپ – کارت‌پستال‌هایی از لبه پرتگاه (فیلم) در نقش Suzanne Vale |
| بهترین اجرای مکمل در یک Motion Picture – Drama, Musical or Comedy | |
| جایزه گلدن گلوب بهترین بازیگر نقش مکمل مرد | جایزه گلدن گلوب بهترین بازیگر نقش مکمل زن |
| - بروس دیویسن – همدم طولانی مدت در نقش David - آرماند آسانته – سین جیم (فیلم) در نقش Roberto "Bobby Tex" Texador - هکتور الیزوندو – زن زیبا در نقش Barney Thompson - اندی گارسیا – پدرخوانده: قسمت سوم در نقش وینسنت کورلئونه - آل پاچینو – دیک تریسی (فیلم ۱۹۹۰) در نقش بیگ بوی کاپریس - جو پشی – رفقای خوب در نقش Tommy DeVito | - ووپی گلدبرگ – روح (فیلم ۱۹۹۰) در نقش Oda Mae Brown - لورین براکو – رفقای خوب در نقش Karen Friedman Hill - داین لد – از ته دل وحشی در نقش Marietta Fortune - شرلی مک‌لین – کارت‌پستال‌هایی از لبه پرتگاه (فیلم) در نقش Doris Mann - مری مکدانل – رقصنده با گرگ‌ها در نقش Stands with a Fist - وینونا رایدر – پری‌های دریایی (فیلم ۱۹۹۰) در نقش Charlotte Flax                                                                                     |
| Other | |
| جایزه گلدن گلوب بهترین کارگردانی | جایزه گلدن گلوب بهترین فیلم‌نامه |
| - کوین کاستنر – رقصنده با گرگ‌ها - برناردو برتولوچی – آسمان سرپناه - فرانسیس فورد کوپولا – پدرخوانده: قسمت سوم - باربت شرودر – برگشتن بخت - مارتین اسکورسیزی – رفقای خوب | - رقصنده با گرگ‌ها – مایکل بلیک (نویسنده) - آوالون (فیلم) – بری لوینسون - پدرخوانده: قسمت سوم – فرانسیس فورد کوپولا and ماریو پوزو - رفقای خوب – نیکولاس پیلگی and مارتین اسکورسیزی - برگشتن بخت – نیکلاس کازان |
| جایزه گلدن گلوب بهترین موسیقی | جایزه گلدن گلوب بهترین ترانه غیراقتباسی |
| - آسمان سرپناه – ریوئیچی ساکاموتو and Richard Horowitz - آوالون (فیلم) – رندی نیومن - رقصنده با گرگ‌ها – جان بری - پدرخوانده: قسمت سوم – کارمینه کوپولا (آهنگساز) - هاوانا (فیلم) – دیو گروسین | - "Blaze of Glory" performed by جان بون جووی – اسلحه‌های جوان ۲ - "دیر یا زود (ترانه مدونا)" performed by مدونا – دیک تریسی (فیلم ۱۹۹۰) - "What Can You Lose?" performed by مدونا and مندی پتینکین – دیک تریسی (فیلم ۱۹۹۰) - "سوگند بخور به خاطر بسپاری (موسیقی متن پدرخوانده قسمت سوم)" performed by هری کانیک جونیور – پدرخوانده: قسمت سوم - "I'm Checkin' Out" performed by مریل استریپ and Blue Rodeo – کارت‌پستال‌هایی از لبه پرتگاه (فیلم) |
| جایزه گلدن گلوب بهترین فیلم غیر انگلیسی‌زبان | |
| - سیرانو دو برژراک (فیلم ۱۹۹۰) (فرانسه) - رؤیاها (فیلم ۱۹۹۰) (ژاپن) - The Nasty Girl (Das Schreckliche Mädchen) (آلمان غربی) - Requiem for Dominic (Requiem für Dominik) (اتریش) - Taxi Blues (Taksi-Blyuz) (اتحاد جماهیر شوروی سوسیالیستی)                                                                                      | |

The following films received multiple nominations:
| Nominations | Title                              |
| ----------- | ---------------------------------- |
| ۷           | پدرخوانده: قسمت سوم                |
| ۵           | رقصنده با گرگ‌ها                    |
| ۵           | رفقای خوب                          |
| ۴           | دیک تریسی (فیلم ۱۹۹۰)              |
| ۴           | روح (فیلم ۱۹۹۰)                    |
| ۴           | زن زیبا                            |
| ۴           | برگشتن بخت                         |
| ۳           | آوالون (فیلم)                      |
| ۳           | کارت سبز (فیلم)                    |
| ۳           | کارت‌پستال‌هایی از لبه پرتگاه (فیلم) |
| ۲           | تنها در خانه                       |
| ۲           | آسمان سرپناه                       |

The following films received multiple wins:
| Wins | Title              |
| ---- | ------------------ |
| ۳    | Dances with Wolves |
| ۲    | Green Card         |

### Television
| Best Television Series | Best Television Series |
| جایزه گلدن گلوب بهترین مجموعه تلویزیونی – درام | جایزه گلدن گلوب بهترین مجموعه تلویزیونی – موزیکال یا کمدی |
| --- | --- |
| - توئین پیکس - China Beach - In the Heat of the Night - L.A. Law - thirtysomething | - چیرز - Designing Women - دختران زرین - متأهل… بچه‌دار - مورفی براون |
| بهترین اجرا در یک Television Series – Drama | |
| جایزه گلدن گلوب بهترین بازیگر مرد – مجموعه تلویزیونی درام | جایزه گلدن گلوب بهترین بازیگر زن – مجموعه تلویزیونی درام |
| - کایل مک‌لاکلن – توئین پیکس در نقش Special Agent دیل کوپر - اسکات باکولا – Quantum Leap در نقش Dr. Samuel "Sam" Beckett - پیتر فالک – ستوان کلمبو در نقش Columbo - جیمز ارل جونز – Gabriel's Fire در نقش Gabriel Bird - کرول اوکانر – In the Heat of the Night در نقش William O. "Bill" Gillespie                                                                              | - شارون گلس – The Trials of Rosie O'Neill در نقش Rosie O'Neill - پاتریشا وتیگ – thirtysomething در نقش Nancy Krieger Weston - دینا دلانی – China Beach در نقش First Lieutenant Colleen McMurphy - سوزان دی – L.A. Law در نقش Grace Van Owen - جیل آیکن‌بری – L.A. Law در نقش Ann Kelsey - آنجلا لنسبوری – Murder, She Wrote در نقش Jessica Fletcher |
| بهترین اجرا در یک Television Series – Musical or Comedy | |
| جایزه گلدن گلوب بهترین بازیگر مرد – مجموعه تلویزیونی موزیکال یا کمدی | جایزه گلدن گلوب بهترین بازیگر زن – مجموعه تلویزیونی موزیکال یا کمدی |
| - تد دنسن – چیرز در نقش Sam Malone - جان گودمن – روزان در نقش Dan Conner - ریچارد مالیگن – Empty Nest در نقش Dr. Harry Weston - برت رینولدز – Evening Shade در نقش Wood Newton - فرد سویج – The Wonder Years در نقش Kevin Arnold | - کرستی الی – چیرز در نقش Rebecca Howe - کندیس برگن – مورفی براون در نقش Murphy Brown - کارول برنت – Carol & Company در نقش various characters - روزان بار – روزان در نقش Roseanne Conner - کیتی سیگال – متأهل… بچه‌دار در نقش Peggy Bundy |
| بهترین اجرا در یک Miniseries or Television Film | |
| جایزه گلدن گلوب بهترین بازیگر مرد – مجموعه تلویزیونی کوتاه یا فیلم تلویزیونی | جایزه گلدن گلوب بهترین بازیگر زن – مجموعه تلویزیونی کوتاه یا فیلم تلویزیونی |
| - جیمز گارنر – Decoration Day در نقش Albert Sidney Finch - استیون باوئر – Drug Wars: The Camarena Story در نقش Enrique "Kiki" Camarena - مایکل کین – Jekyll & Hyde در نقش Dr. Jekyll and Mr. Hyde - تام هولس – Murder in Mississippi در نقش Michael Schwerner - برت لنکستر – شبح اپرا (مجموعه تلویزیونی) در نقش Gerard Carriere - ریکی شرودر – The Stranger Within در نقش Mark | - باربارا هرشی – A Killing in a Small Town در نقش Candy Morrison - سوزان پلشت – Leona Helmsley: The Queen of Mean در نقش Leona Helmsley - انت اوتول – The Kennedys of Massachusetts در نقش رز کندی - لزلی ان وارن – Family of Spies در نقش Barbara Walker - استفانی زیمبالیست – Caroline? در نقش Caroline                                          |
| Best Supporting Performance - Series, Miniseries or Television Film | |
| جایزه گلدن گلوب بهترین بازیگر نقش مکمل مرد – سریال، سریال کوتاه یا فیلم تلویزیونی | جایزه گلدن گلوب بهترین بازیگر نقش مکمل زن – سریال، سریال کوتاه یا فیلم تلویزیونی |
| - چارلز دارنینگ – The Kennedys of Massachusetts در نقش John F. Fitzgerald - بری میلر (هنرپیشه) – Equal Justice در نقش Pete Brigman - جیمی اسمیتس – L.A. Law در نقش Victor Sifuentes - دین استاکول – Quantum Leap در نقش Al Calavicci - بلر آندروود – L.A. Law در نقش Jonathan Rollins                                                                                          | - پایپر لوری – توئین پیکس در نقش Catherine Martell - شریلین فن – توئین پیکس در نقش Audrey Horne - فیت فورد – مورفی براون در نقش Corky Sherwood - مارگ هلگنبرگر – China Beach در نقش Karen Charlene "K.C." Koloski - پارک اورال – Empty Nest در نقش Laverne Todd                                                                                    |
| جایزه گلدن گلوب بهترین مجموعه تلویزیونی کوتاه یا فیلم تلویزیونی | |
| - Decoration Day - Caroline? - Family of Spies - The Kennedys of Massachusetts - شبح اپرا (مجموعه تلویزیونی) | |

The following series received multiple nominations:
| Nominations | Title                         |
| ----------- | ----------------------------- |
| ۴           | L.A. Law                      |
| ۴           | توئین پیکس                    |
| ۳           | چیرز                          |
| ۳           | China Beach                   |
| ۳           | The Kennedys of Massachusetts |
| ۳           | مورفی براون                   |
| ۲           | Caroline?                     |
| ۲           | Decoration Day                |
| ۲           | Empty Nest                    |
| ۲           | Family of Spies               |
| ۲           | In the Heat of the Night      |
| ۲           | متأهل… بچه‌دار                 |
| ۲           | شبح اپرا (مجموعه تلویزیونی)   |
| ۲           | Quantum Leap                  |
| ۲           | روزان                         |
| ۲           | thirtysomething               |

The following programs received multiple wins:
| Wins | Title      |
| ---- | ---------- |
| ۳    | Twin Peaks |
| ۳    | Cheers     |

## Presenters

### Presenters
- بیتریس آرتور
- آنت بنینگ
- Nina Blackwood
- کارول برنت
- کرک کامرون
- مکالی کالکین
- جان کیوسک
- فی داناوی
- ایستل گتی
- هری هملین
- گرگوری هاینز
- جیمز ارل جونز
- هاوارد کیل
- جوانا کرنز
- شریل لاد
- کریستین لاتی
- شرلی مک‌لین
- والتر ماتائو
- رو مک‌کلاناهان
- آلیسا میلانو
- کن اولین
- لیندا پورل
- آنتونی کوئین
- میکی رونی
- باب سگت
- ماکسیمیلیان شل
- سیبل شفرد
- نیکولت شریدان
- ران سیلور
- الیور استون
- رابرت اوریچ
- راشل وارد
- بتی وایت
- استر ویلیامز

## Awards breakdown
The following networks received multiple nominations:
| Nominations | Network                 |
| ----------- | ----------------------- |
| ۲۴          | ان‌بی‌سی                  |
| ۱۵          | شرکت پخش رسانه‌ای آمریکا |
| ۱۳          | سی‌بی‌اس                  |
| ۲           | شرکت پخش همگانی فاکس    |

The following networks received multiple wins:
| Wins | Network |
| ---- | ------- |
| ۳    | NBC     |
| ۳    | ABC     |